# Habrocomes lanosus
Habrocomes lanosus är en insektsart som beskrevs av Karsch 1891. Habrocomes lanosus ingår i släktet Habrocomes och familjen vårtbitare. Inga underarter finns listade i Catalogue of Life.